# Cuartin
Der Cuartin, oder Cortin, war ein spanisches Volumenmaß auf Mallorca. Das Maß war für Wein und Branntwein vorgesehen.
- 1 Cuartin = 1361,1 Pariser Kubikzoll = 27,131 Liter[1] (= 20,28 Liter[2])

Die Maßkette war
- 1 Cuartin = 6,5 Cuartes = 26 Cuartas
- 1 Cuarta = 39,32 Pariser Kubikzoll = 0,78 Liter, aus diesem Wert errechnet, ergibt es für den Cuartin 20,28 Liter[3]
- 1 Cuartin = 64 Libras